# Il silenzio dell'allodola
Il silenzio dell'allodola è un film del 2005 diretto da David Ballerini.